# Kirill Tchelmogorski
Kirill Tchelmogorski (né en septembre 1285 et mort le 8 décembre 1368) est un saint orthodoxe russe novgorodien, vénérable qui fut l'un des premiers moines à venir en Obonéjié (une région du Nord russe).

## Biographie
Né en septembre 1285, il est rentré au monastère à ses 20 ans. En 1316, Kirill, moine du monastère Saint-Antoine de Novgorod, a choisi le mont Tchelma près du lac Liokchmozero sur les terres tchoudes pour s'isoler. Il vécut le premier hiver dans une grotte, puis construisit une cellule en bois et une chapelle. Vers la fin de sa vie, toute la population locale fut baptisée. Une église fut construite pour les convertis dédiée à l'Épiphanie du Seigneur,.
Le moine a vécu sur la montagne Tchelmnaïa pendant 52 ans. Mort le 8 décembre 1368, il a été enterré dans la chapelle, du côté nord de l'église de l'Épiphanie.
En 2005, l'évêque Tikhon d'Arkhangelsk et de Kholmogory a consacré une croix de culte à la mémoire de saint Cyrille de Chelmogory près des ruines de l'ancien monastère.